# Banteux
Banteux település Franciaországban, Nord megyében. Lakosainak száma 343 fő (2022. január 1.). Banteux Les Rues-des-Vignes, Villers-Guislain, Villers-Plouich, Bantouzelle, Gonnelieu és Honnecourt-sur-Escaut községekkel határos.

## Népesség
A település népességének változása:
| Lakosok száma | 336  | 339  | 343  | 344  | 346  | 349  | 350  | 351  | 343  |
|               | 2013 | 2015 | 2016 | 2017 | 2018 | 2019 | 2020 | 2021 | 2022 |